# Parc national de Sequoia
Le parc national de Sequoia (en anglais : Sequoia National Park) est un parc national américain situé en Californie, créé et protégé dès 1890 par le gouvernement fédéral, date de sa création. Il fait partie avec le parc national de Kings Canyon de la réserve de biosphère de Sequoia et Kings Canyon, reconnue en 1976 par l'UNESCO. Il est géré conjointement avec le parc de Kings Canyon par le National Park Service.
Le territoire du parc est agrandi ultérieurement à sa proclamation par le président Ulysses S. Grant. Il est renommé pour ses nombreux séquoias géants ; on y trouve notamment le General Sherman, un séquoia mesurant 83 mètres de hauteur : il est parfois considéré comme l'être vivant le plus volumineux de la planète (1 487 mètres cubes en 2002). De nombreux sentiers permettent de s'approcher de ces grands arbres et d'apprendre leur histoire.

## Description
Le parc préserve un paysage qui ressemble encore au sud de la Sierra Nevada avant la colonisation européenne. Il comprend 1 635 km2 de terrain montagneux boisé, et contient le point culminant des États-Unis contigus, le mont Whitney, à 4 421 m d'altitude. Le parc est remarquable pour ses séquoias géants, dont l'arbre General Sherman, le plus grand arbre de la Terre, qui pousse dans la Giant Forest (800 ha), qui contient cinq des dix plus grands arbres du monde.
Parmi les sites les plus remarquables : 
- Sequoia General Sherman : 83 mètres de haut, 11 mètres de diamètre, 1300 tonnes
- Sequoia General Grant : 82 mètres de haut, 12 mètres de diamètre
- Le Tunnel Log, séquoia tombé sur la route et creusé de telle manière que les voitures puissent passer au travers
- Le mont Whitney, douzième sommet des États-Unis et premier en dehors de l'Alaska
- Le Moro Rock, dôme en granit de 2050 mètres de hauteur, point de vue sur la vallée les jours de beau temps
- Les chutes de Tokopah
- La prairie de Crescent Meadows
- Plus de 270 grottes connues, y compris la grotte de Lilburn qui est la plus longue grotte de Californie avec près de 27 km de passages étudiés. La seule grotte commerciale ouverte aux visiteurs du parc est Crystal Cave, découverte en 1918, deuxième plus longue grotte du parc (6 km).

## L'avant-pays

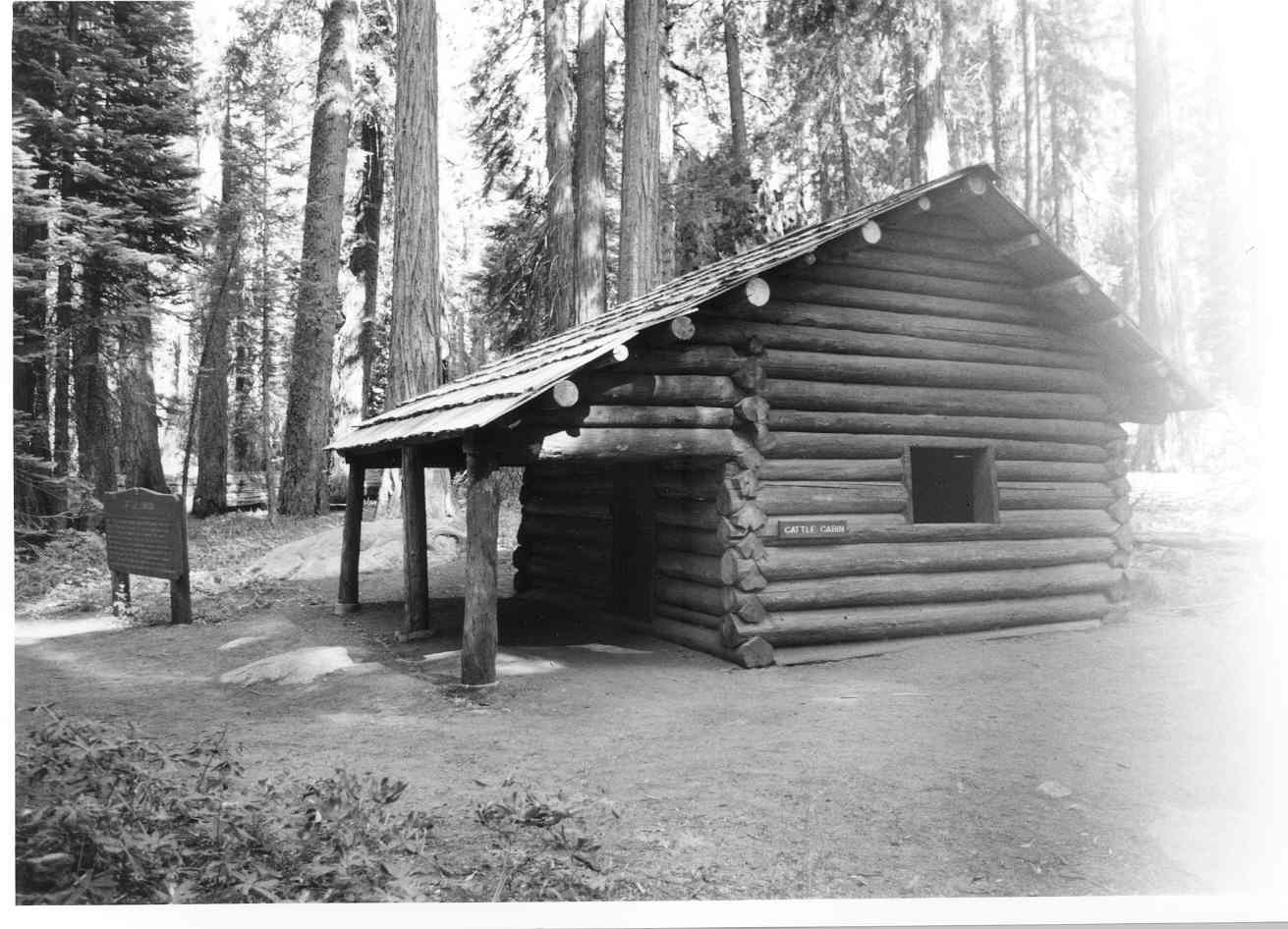
Cattle Cabin, cabane inscrite au Registre national des lieux historiques.

De nombreux visiteurs du parc pénètrent dans le parc national Sequoia par son entrée sud près de la ville de Three Rivers à Ash Mountain à une altitude de 520 mètres. Les altitudes inférieures autour d'Ash Mountain contiennent le seul écosystème protégé des California Foothills protégé par le National Park Service, composé de forêts de chênes bleus, de contreforts chaparral, de prairies, de plantes de yucca et de vallées fluviales escarpées et douces. La région abrite également une faune abondante : des lynx roux, des renards, des écureuils terrestres, des serpents à sonnettes et des cerfs mulets qui sont couramment observés dans cette région, et plus rarement, des pumas reclus. Il est au possible d'apercevoir des pékans. Le dernier grizzly de Californie a été tué dans ce parc en 1922 (à Horse Corral Meadow). Le chêne noir de Californie est une espèce de transition clé entre la forêt de conifères chaparral et celle d'altitude.
À des altitudes plus élevées dans l'avant-pays, entre 5 500 et 9 000 pieds (1 700 et 2 700 m), le paysage devient une ceinture de conifères dominée par la forêt montagnarde. On y trouve des pins ponderosa, des pins de Jeffrey, des pins à sucre et des pins tordus, ainsi que des sapins du Colorado et des sapins rouges. On y trouve aussi les séquoias géants qui sont les arbres à tige unique les plus massifs sur terre. Entre les arbres, les fontes de neige du printemps et de l'été se développent parfois pour former des prairies luxuriantes, quoique délicates. Dans cette région, les visiteurs voient souvent des cerfs mulets, des écureuils de Douglas et des ours noirs, qui s'introduisent parfois dans des voitures sans surveillance pour manger la nourriture laissée par des visiteurs négligents. Il est prévu de réintroduire le mouflon canadien dans le parc.

## L'arrière-pays
La grande majorité du parc est un désert sans route, aucune route ne traverse la Sierra Nevada à l'intérieur des limites du parc. 84% des parcs nationaux de Sequoia et de Kings Canyon sont désignés comme étant des zones sauvages et ne sont accessibles qu'à pied ou à cheval. La majorité de l'arrière-pays a été désignée comme région sauvage de Sequoia-Kings Canyon en 1984. La partie sud-ouest a été désignée et protégée en tant que région sauvage de John Hans Krebs (en) en 2009.
L'arrière-pays de Sequoia offre une vaste étendue de merveilles de haute montagne. Couvrant la région la plus élevée de High Sierra, l'arrière-pays comprend le mont Whitney à la frontière orientale du parc, accessible depuis la forêt géante via le High Sierra Trail (en). Sur le chemin et le long de ce sentier de l'arrière-pays de 56 km, on traverse environ 16 km de forêt montagnarde avant d'atteindre la station de l'arrière-pays de Bearpaw Meadow High Sierra Camp, juste à côté de la Great Western Divide (en).

## Histoire
Au moment où les premiers colons européens sont arrivés dans la région, la variole s'était déjà propagée dans la région, décimant les populations amérindiennes[réf. nécessaire]. Le premier colon européen à s'établir dans la région a été Hale Tharp (en) qui a construit une maison à partir d'une bûche de séquoia géante tombée dans la forêt géante à côté de Log Meadow. Tharp a permis à son bétail de faire paître la prairie, mais en même temps ce dernier avait un respect pour la grandeur de la forêt et a mené les premières batailles contre l'exploitation forestière dans la région. Tharp recevait de temps en temps des visites de John Muir qui restait dans la cabane en rondins de Tharp. Le Tharp's Log peut encore être visité aujourd'hui dans son emplacement d'origine situé dans la forêt géante.
Cependant, les tentatives de Tharp pour conserver les séquoias géants n'ont d'abord rencontré dans un premier temps qu'un succès limité. Dans les années 1880, des colons blancs cherchant à créer une société utopique ont fondé la colonie de Kaweah, à la recherche d'un succès économique dans le commerce du bois de séquoia. Cependant, les séquoias géants, contrairement à leurs parents de séquoias côtiers, ont été découverts plus tard et se sont donc mal adaptés à la récolte du bois, bien que des milliers d'arbres aient été abattus avant que les opérations d'abattage ne cessent finalement.
Le National Park Service a incorporé la forêt géante dans le parc national de Sequoia en 1890, l'année de sa fondation, cessant ainsi rapidement toutes les opérations d'exploitation forestière dans la forêt géante. Le parc s'est agrandi plusieurs fois au cours des décennies jusqu'à sa taille actuelle. L'une des extensions les plus récentes a eu lieu en 1978, lorsque les efforts de la base, dirigés par le Sierra Club, ont repoussé les tentatives de la Walt Disney Company d'acheter un ancien site minier de haute montagne au sud du parc pour l'utiliser comme station de ski. Ce site connu sous le nom de Mineral King a été annexé au parc. Son nom remonte au début de l'année 1873, lorsque les mineurs de la région ont formé le district minier de Mineral King. Ce dernier est le site développé le plus élevé au sein du parc et une destination populaire pour les routards.

## Géologie
Le parc national de Sequoia est situé en grande partie dans la Sierra Nevada. Le paysage montagneux du parc comprend la plus haute montagne des États-Unis continental, le mont Whitney, qui culmine à 4 421 m d'altitude. Le Great Western Divide (en) est parallèle à la crête de Sierran et est visible à divers endroits dans le parc, par exemple, Mineral King, Moro Rock ou encore la Giant Forest. Les sommets de la Great Western Divide s'élèvent à plus de 3 700 m. Des canyons profonds se trouvent entre les montagnes, notamment la vallée de Tokopah au-dessus de Lodgepole, Deep Canyon sur le socle en marbre de la rivière Kaweah et Kern River Canyon (en) dans l'arrière-pays du parc, qui atteignent plus de 1 500 m de profondeur sur 50 km.
La plupart des montagnes et des canyons de la Sierra Nevada sont composés de roches granodiorite. Ces roches, comme le granite, la diorite et la monzonite se sont formées lorsque la roche en fusion s'est refroidie loin sous la surface de la terre. La roche en fusion était le résultat d'un processus géologique connu sous le nom de subduction. De puissantes forces terrestres ont forcé la masse terrestre sous les eaux de l'océan Pacifique sous et en-dessous d'une plaque nord-américaine qui était en progression. L'eau très chaude entraînée par le plancher océanique sous-jacent a migré vers le haut et a fait fondre la roche au fur et à mesure. Ce processus a eu lieu pendant la période du Crétacé, Il y a 100 millions d'années. Les roches granitiques ont une apparence tachetée de sel et de poivre car elles contiennent divers minéraux, notamment du quartz, du feldspath et du mica. Les Valhalla sont des falaises granitiques proéminentes qui s'élèvent au-dessus des eaux en amont de la fourche de la rivière Kaweah.
La Sierra Nevada est une chaîne de montagnes jeune qui n'a probablement pas plus de 10 millions d'années. Les forces terrestres, probablement associées au développement du Grand Bassin, ont forcé la montée des montagnes. Au cours de ces 10 derniers millions d'années, au moins quatre périodes glaciaires ont recouvert les montagnes d'un épais manteau de glace. Les glaciers se forment et se développent pendant de longues périodes de temps frais et humide. Les glaciers se déplacent très lentement à travers les montagnes, creusant des vallées profondes et des pics escarpés. La longue histoire de glaciation dans la gamme et la nature résistante à l'érosion des roches granitiques qui composent la majeure partie de la Sierra Nevada ont ensemble créé un paysage de vallées suspendues, de cascades, de pics escarpés, de lacs alpins et de canyons glaciaires.
Les grottes du parc, comme la plupart des grottes de la Sierra Nevada de Californie, sont principalement des grottes karstiques (en) dissoutes à partir de marbre. La roche de marbre est essentiellement composée de calcaire qui a été métamorphosé par la chaleur et la pression de la formation et du soulèvement du Sierra Nevada Batholith (en). Le soulèvement rapide de ce dernier au cours des 10 derniers millions d'années a entraîné une érosion rapide des roches métamorphiques dans les altitudes les plus élevées, exposant le granit en dessous. Par conséquent, la plupart des grottes de la Sierra Nevada se trouvent dans les altitudes moyennes et inférieures (en dessous de 7 000 pieds ou 2 100 m), bien que certaines grottes se trouvent dans le parc à des altitudes pouvant atteindre 10 000 pieds (3 000 m) comme la grotte « White Chief » et la « Cirque Cave in Mineral King ». Ces grottes sont creusées dans la roche par les ruisseaux saisonniers abondants dans le parc. La plupart des plus grandes grottes du parc ont ou ont eu des ruisseaux qui coulent à travers elles.
Le parc contient plus de 270 grottes connues, y compris la grotte de Lilburn qui est la plus longue grotte de Californie avec près de 17 miles (27 km) de passages étudiés. La seule grotte commerciale ouverte aux visiteurs du parc est la Crystal Cave qui est la deuxième plus longue grotte du parc à plus de 3,4 miles (5,5 km). Crystal Cave a été découverte le 28 avril 1918 par Alex Medley et Cassius Webster. La grotte est à 9 °C et n'est accessible que par visite guidée.
Des grottes sont découvertes chaque année dans le parc, la plus grande grotte découverte étant Ursa Minor (cave) (en) en août 2006.

## Faune
La région abrite également une faune abondante: des lynx roux, des renards, des coyotes, des blaireaux américains, des gloutons, des castors, des écureuils terrestres, des opossums, des serpents à sonnettes et des cerfs mulets sont couramment observés, et plus rarement, des pumas. Il est prévu de réintroduire le mouflon d'Amérique dans le parc.

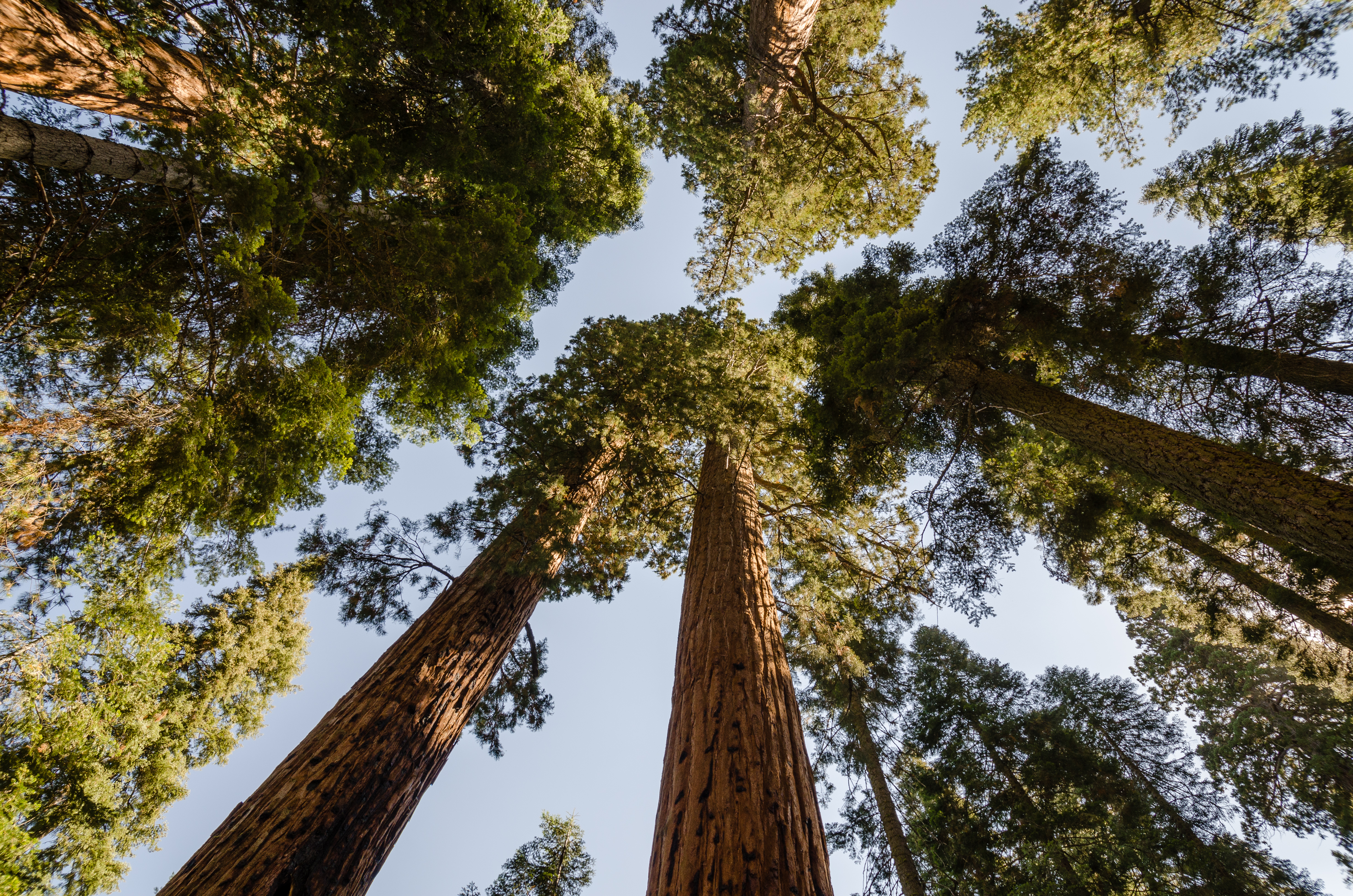
Les Géants.
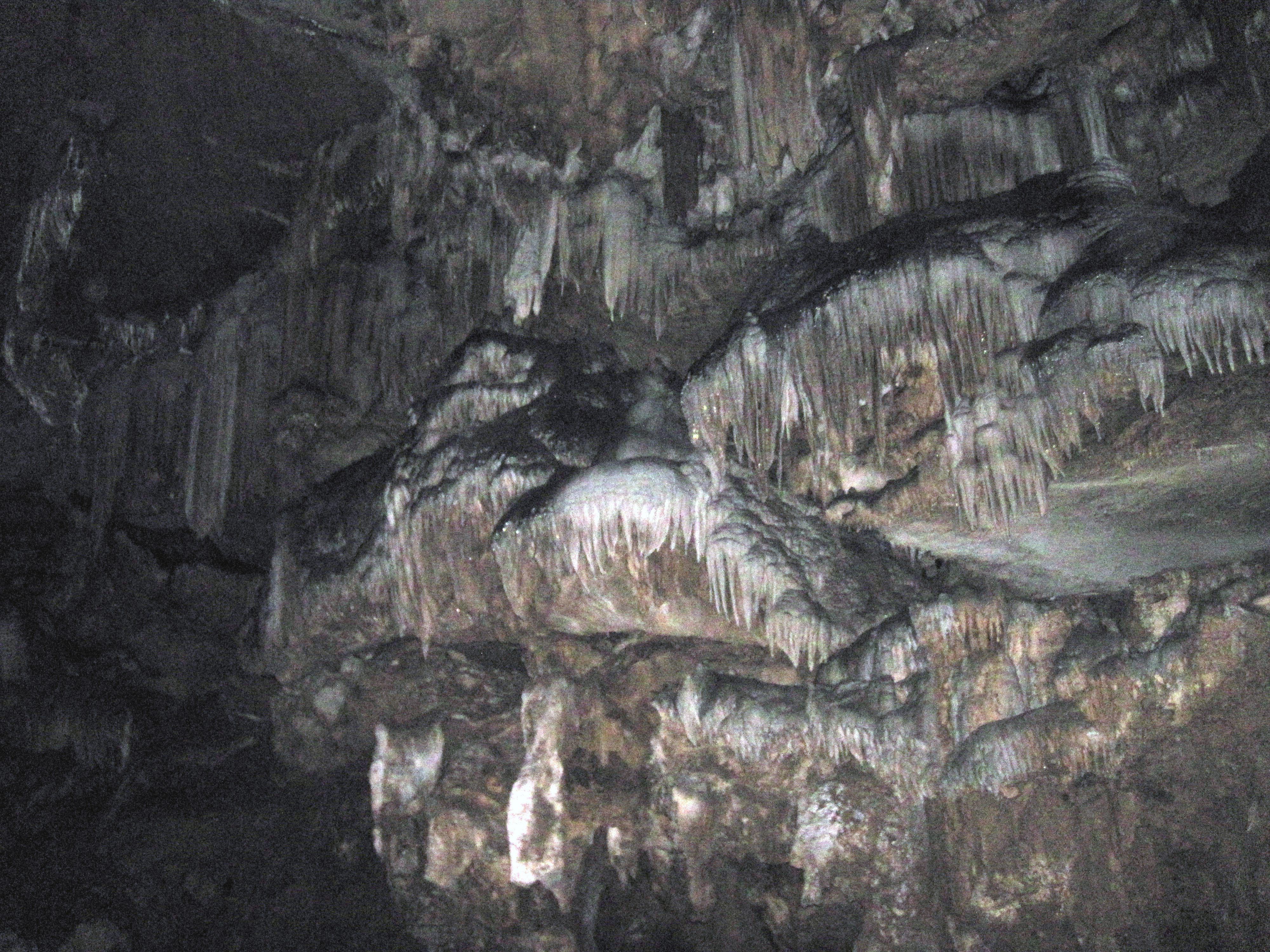
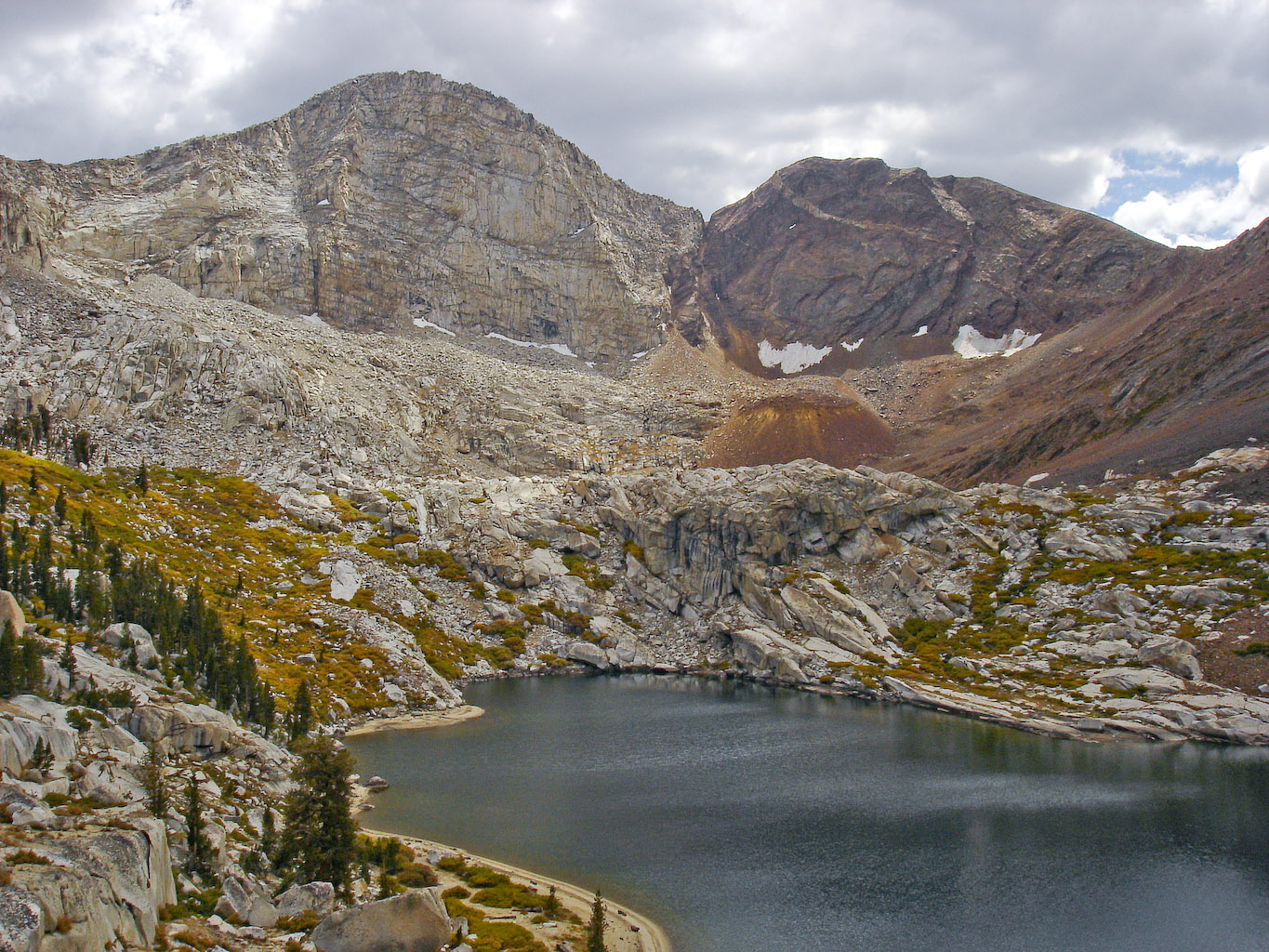
Florence Peak et Florence Lake.
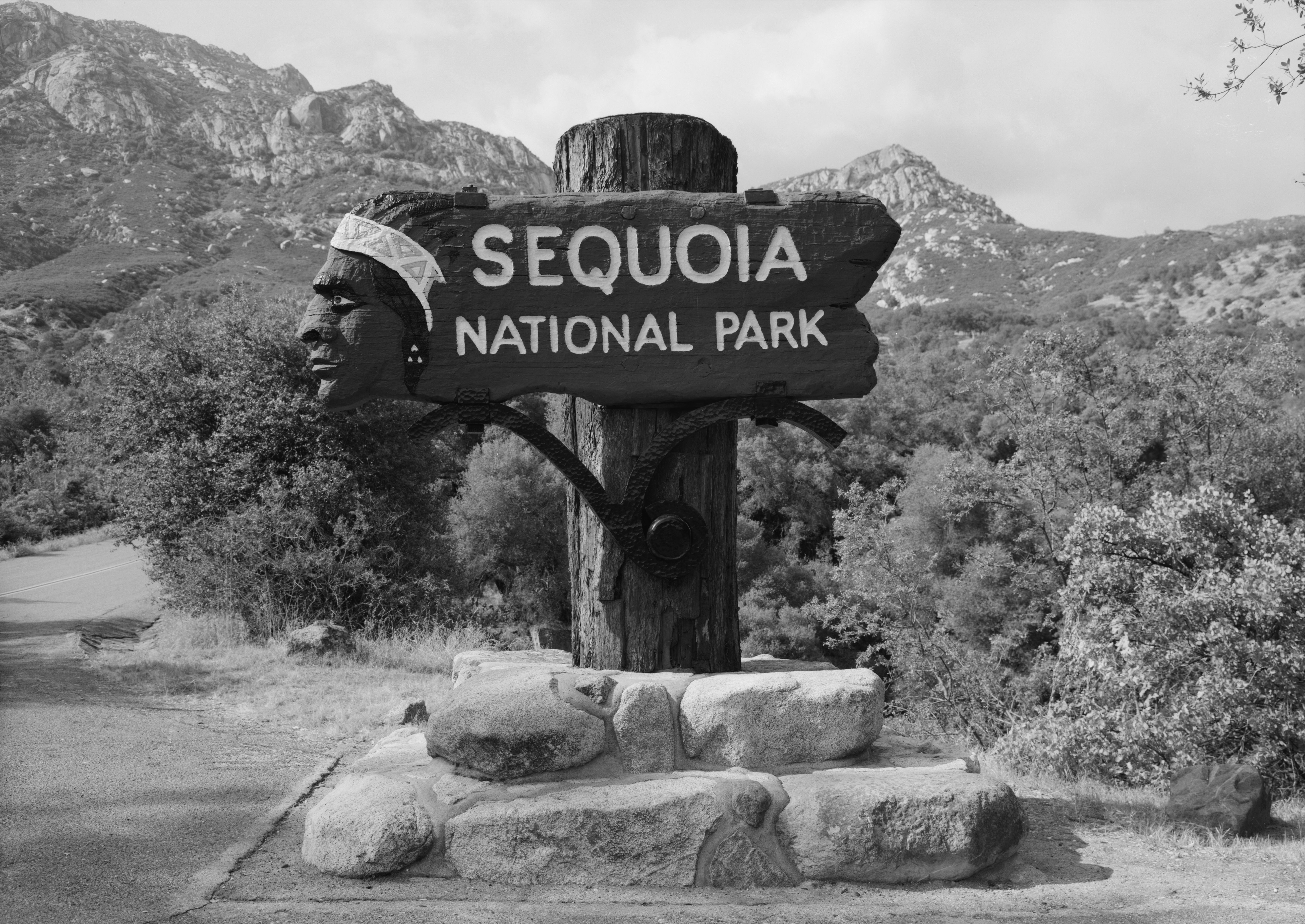
Ash Mountain Entrance Sign.
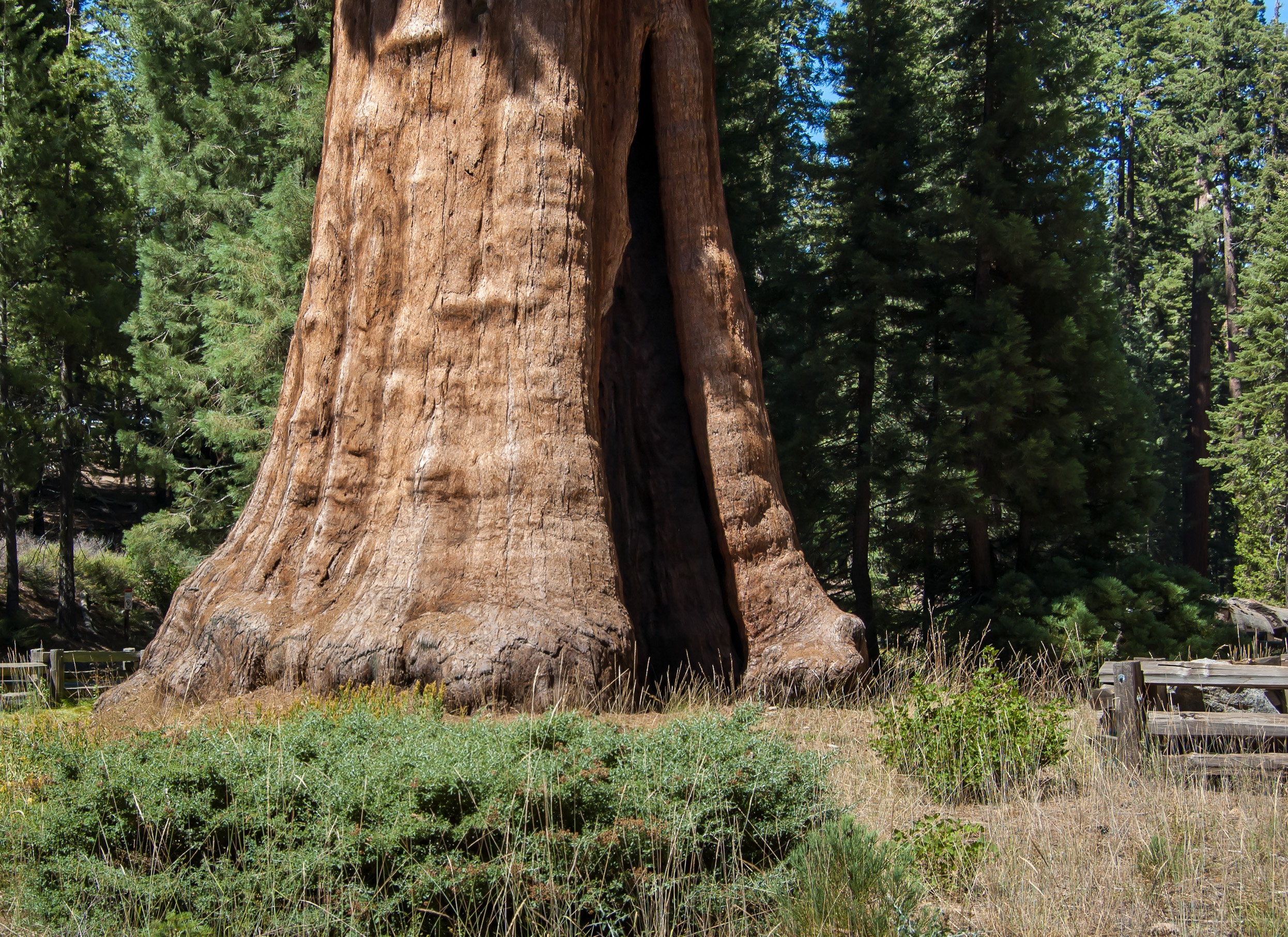
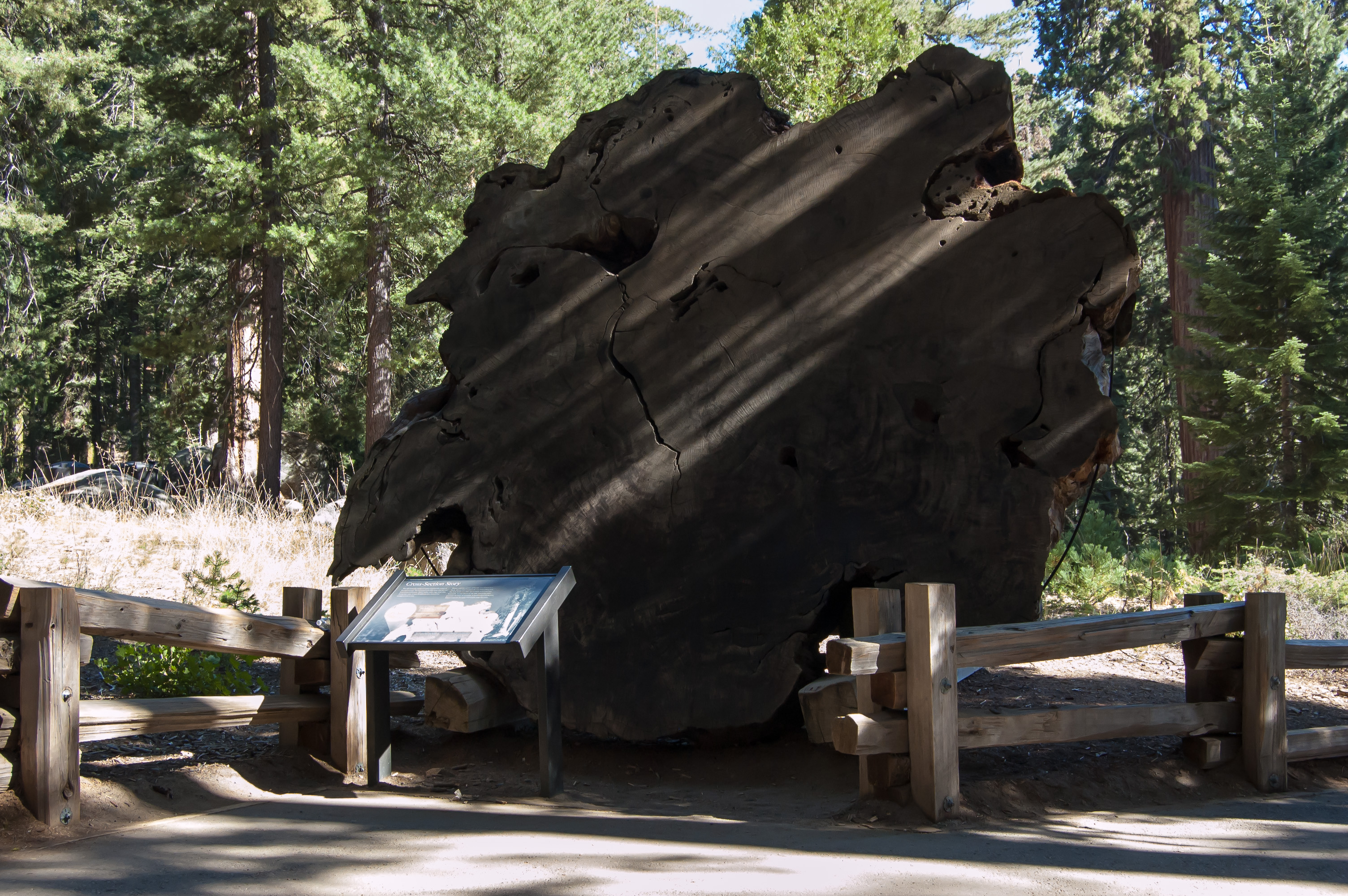
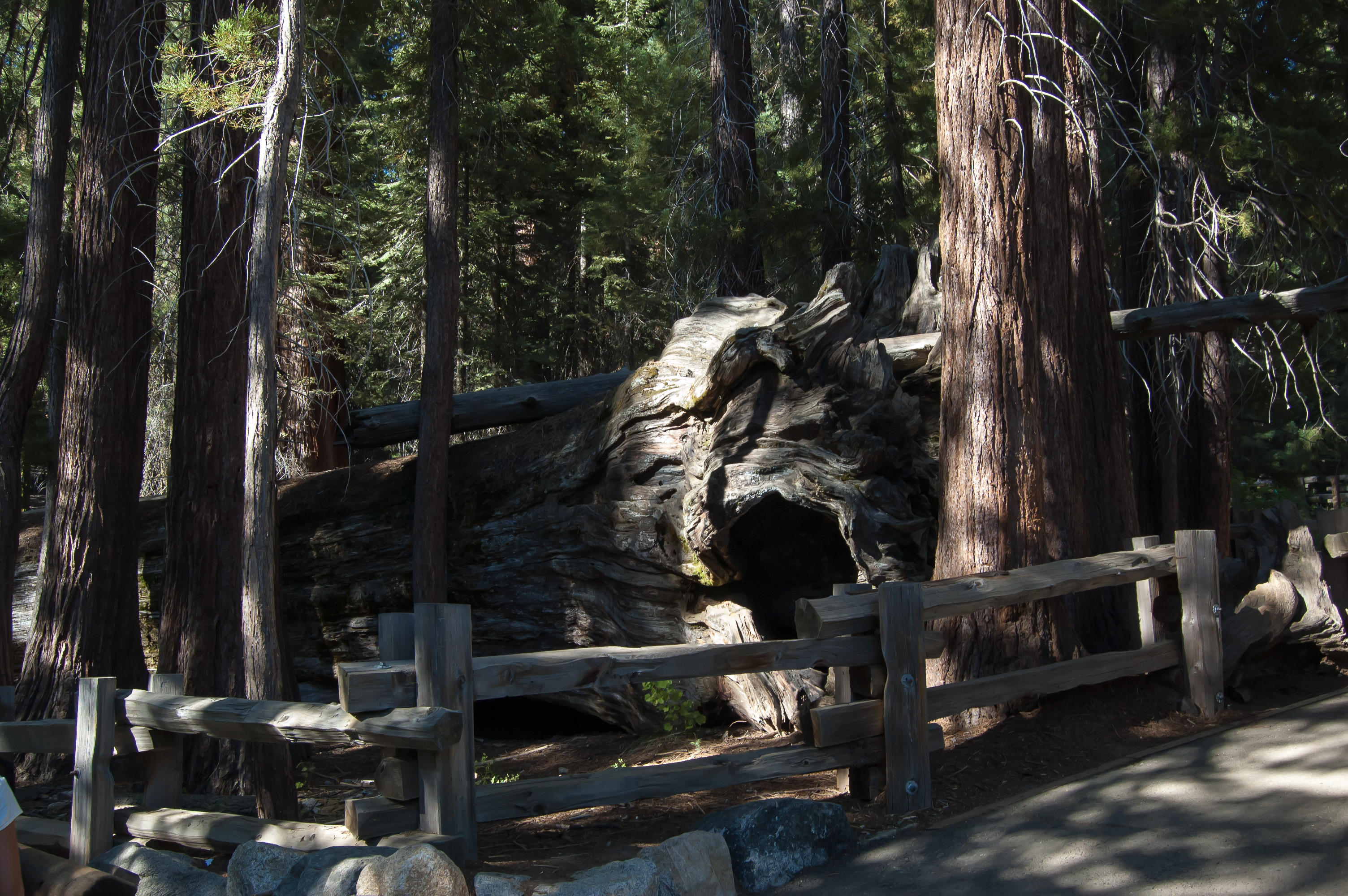
Sequoia renversé.
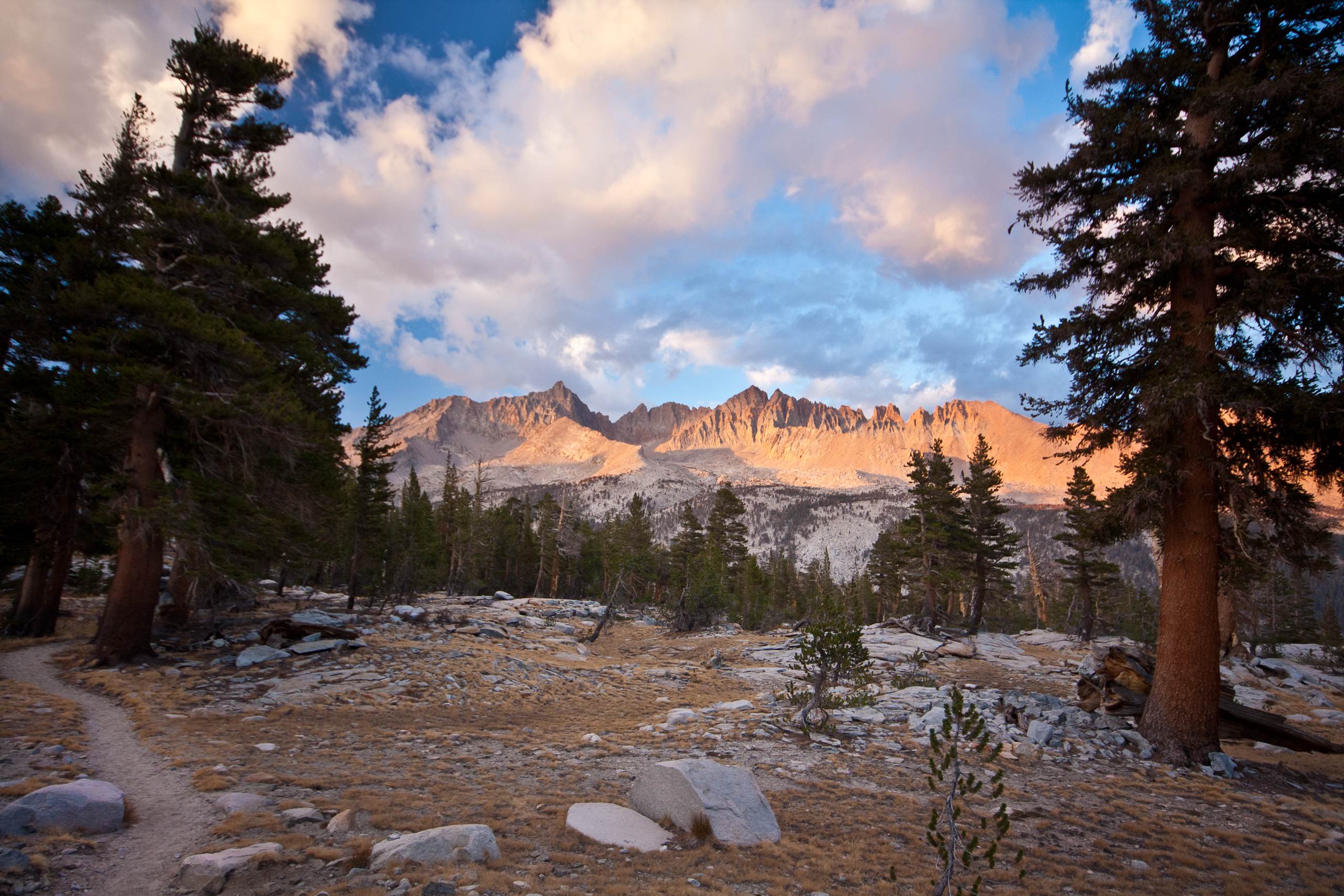
Panorama.
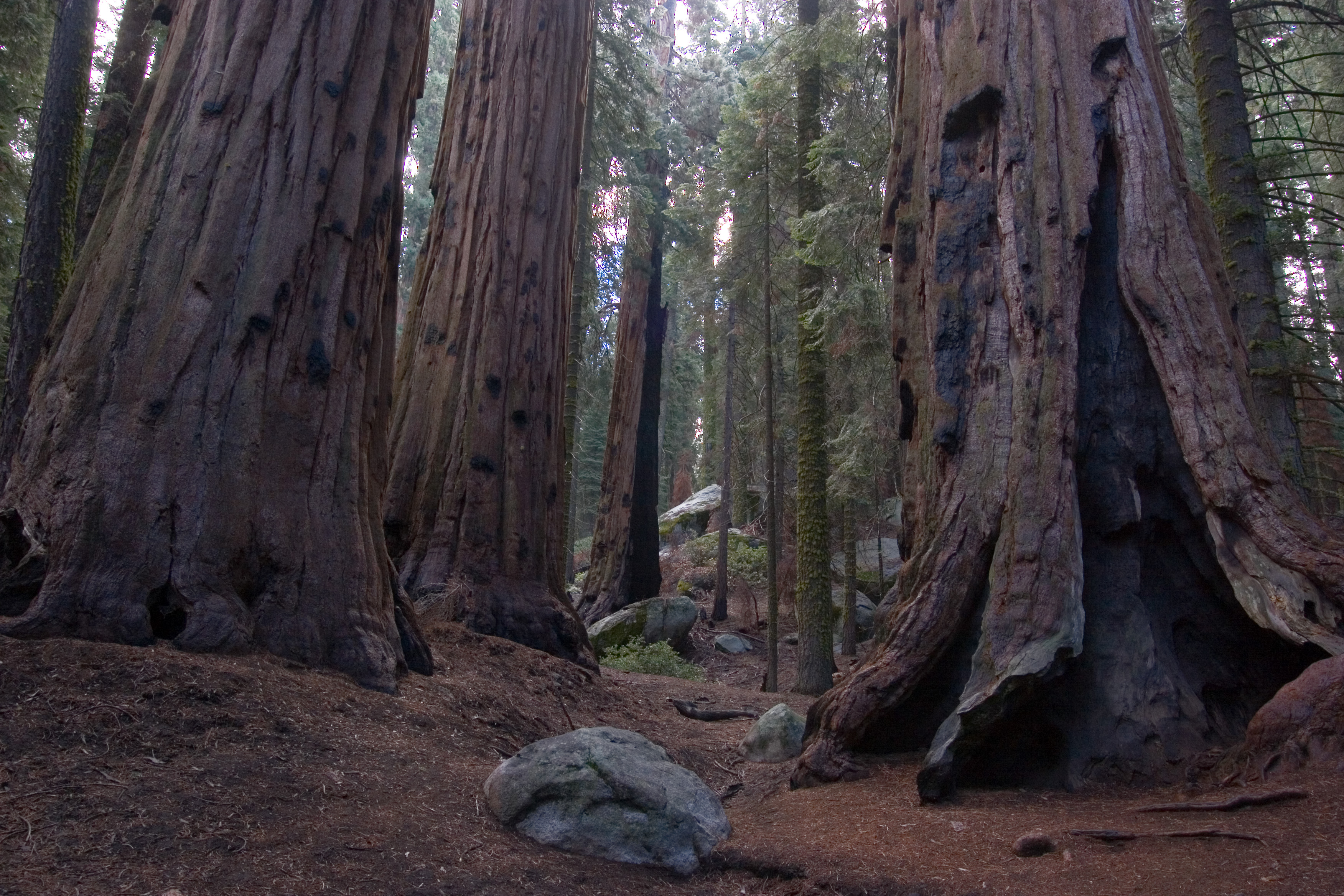
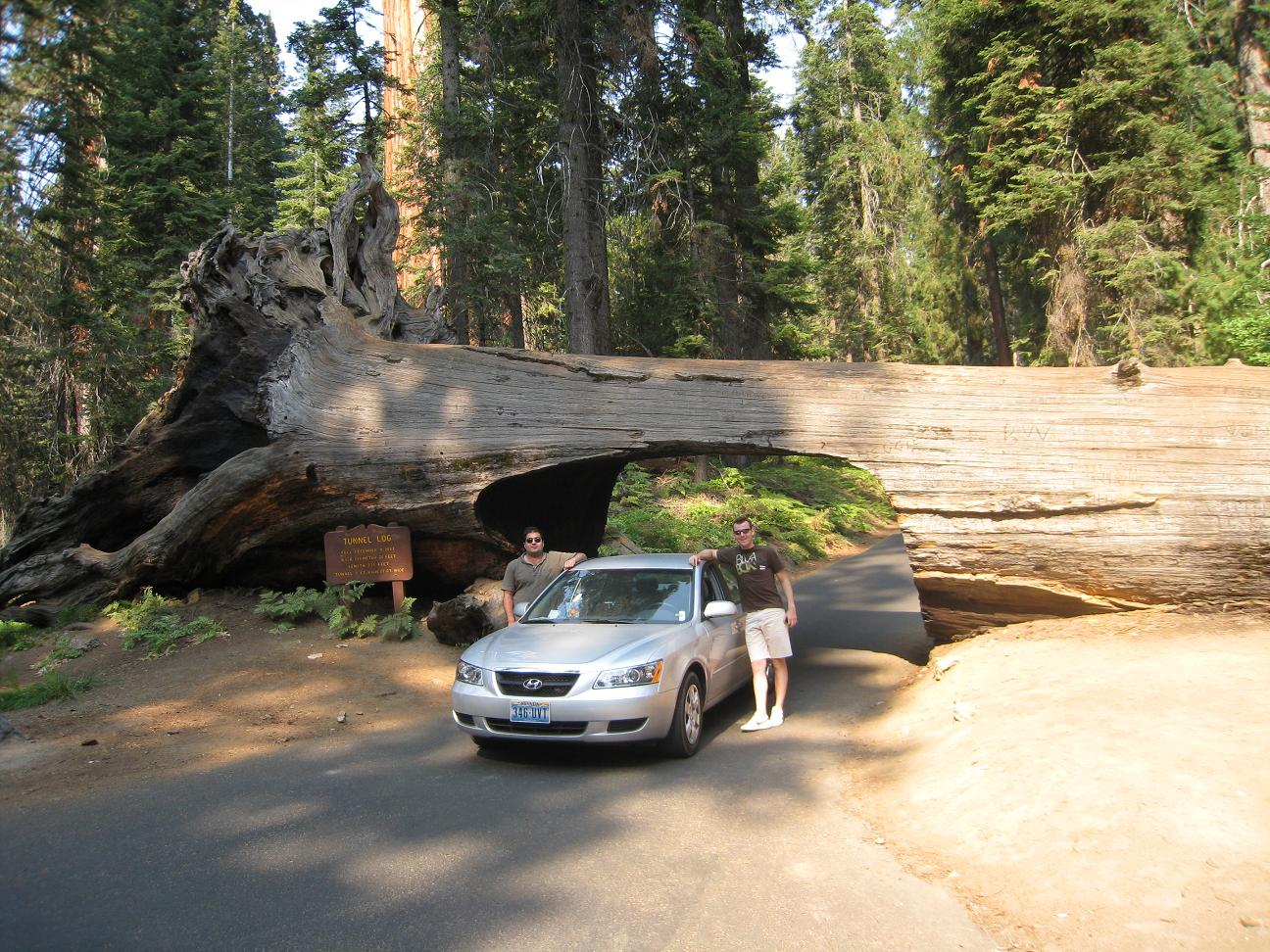
Tunnel Log.
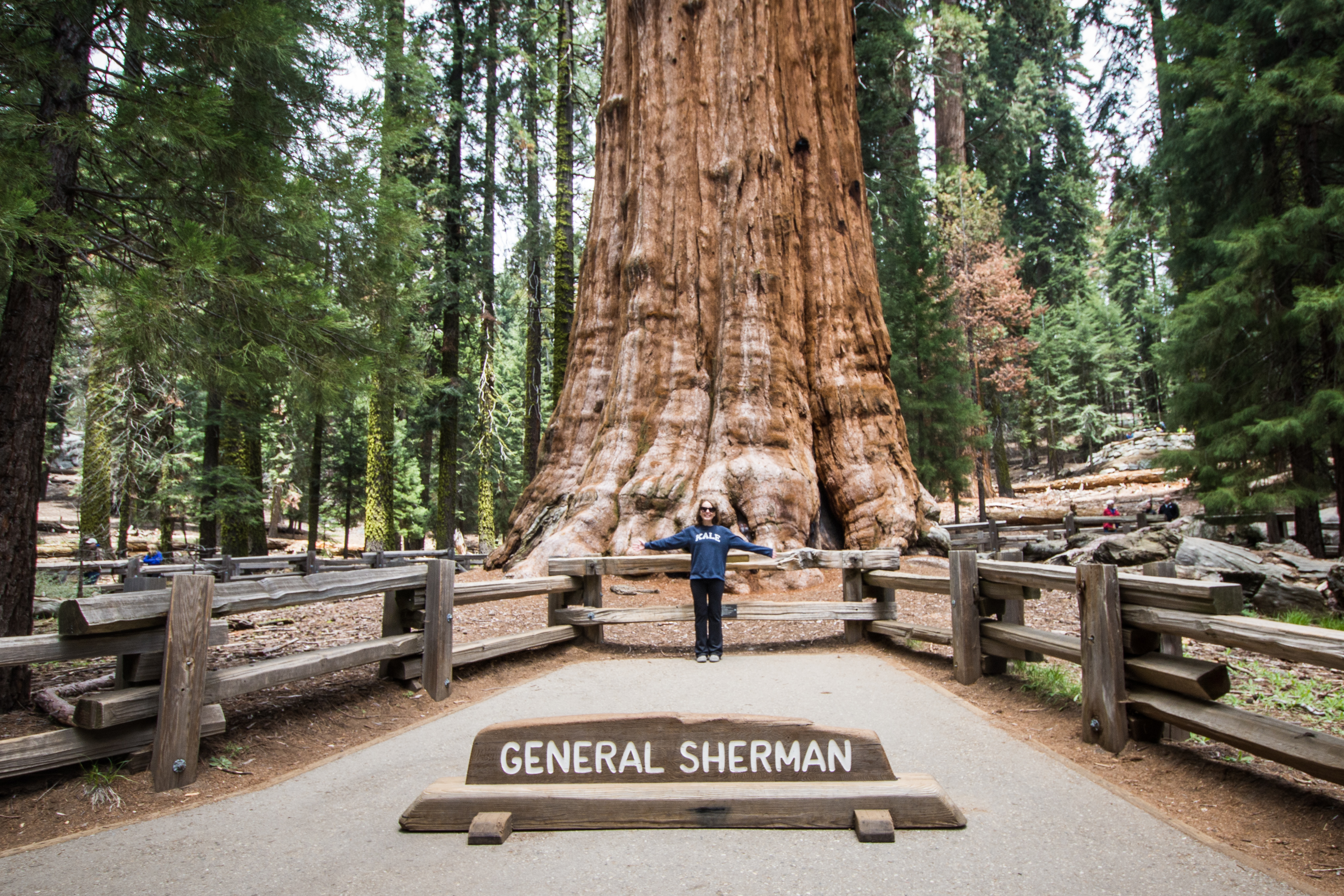
General Sherman.
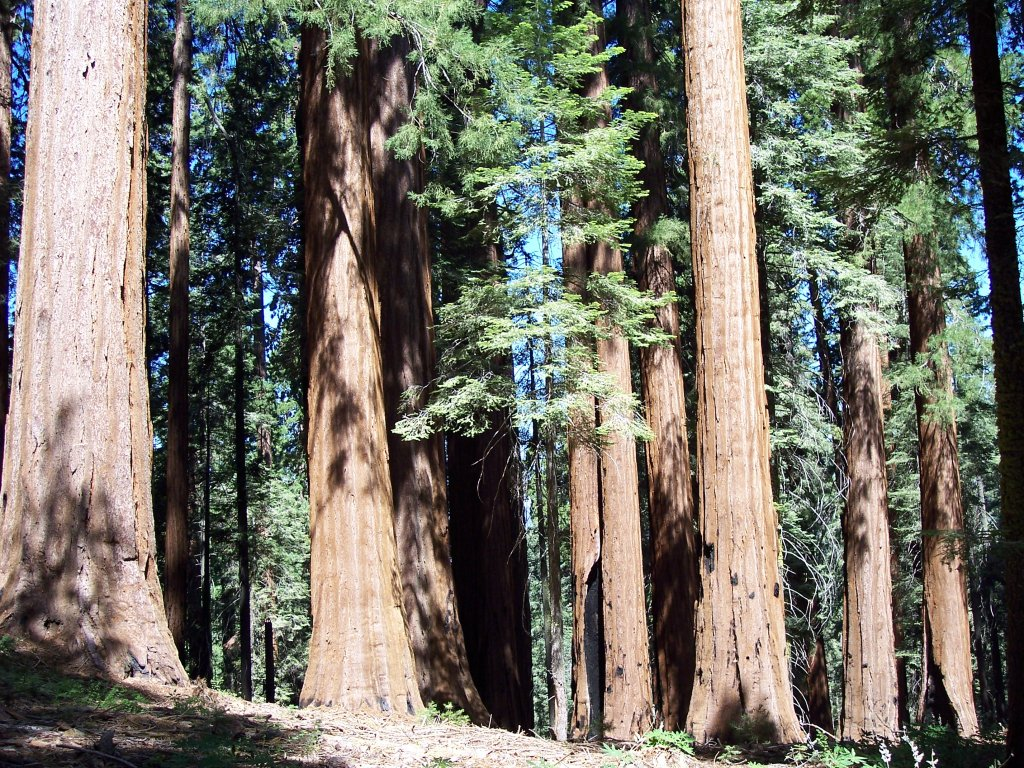
Giant Forest.
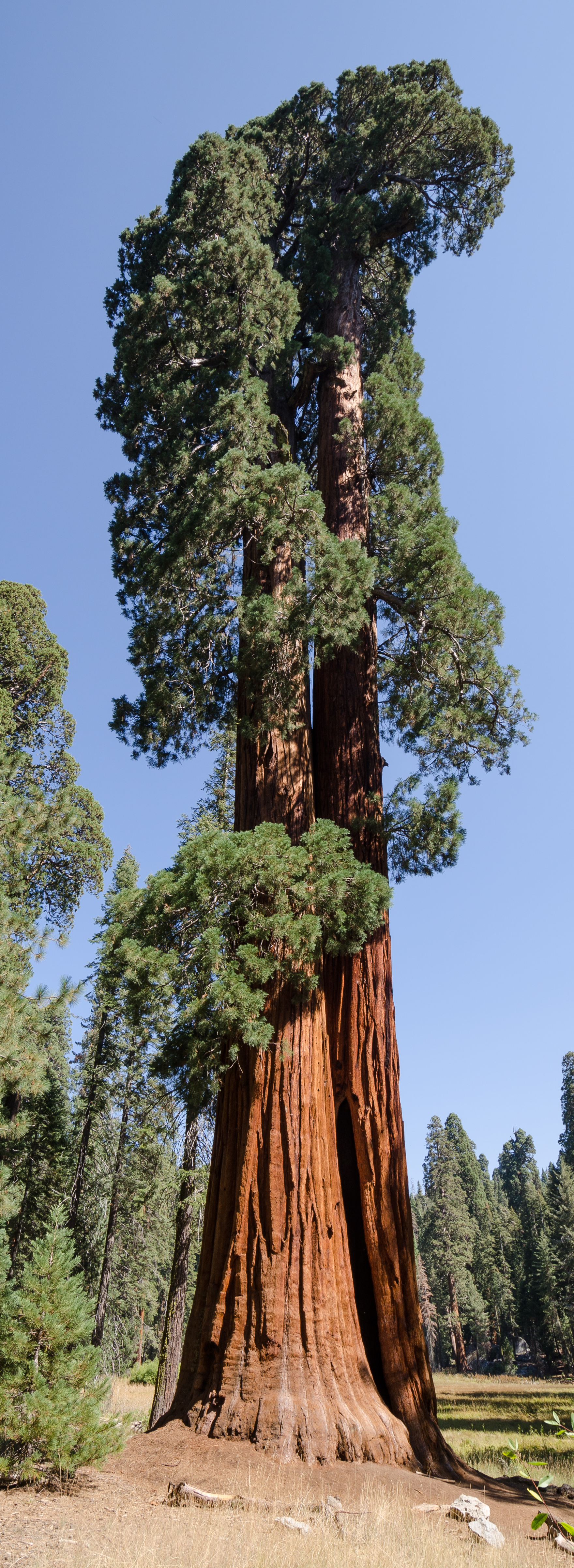
Sequoia géant.

## Tourisme
Les hébergements disponibles dans le parc sont variés. Il comprend un lodge, le Wuksachi Lodge, mais aussi des refuges de montagne comme le refuge de ski Pear Lake. Il existe surtout plusieurs terrains de camping.

## Reboisement en Nouvelle-Zélande
Le séquoias californiens ont contribué au reboisement de  6 hectares, (15 acres) de la Forêt de séquoias, Whakarewarewa, dans le cadre d'un programme visant à évaluer la viabilité de diverses espèces d'arbres exotiques pour la forestation de la Nouvelle-Zélande.